# Fürstlich Liechtensteinischer Verdienstorden

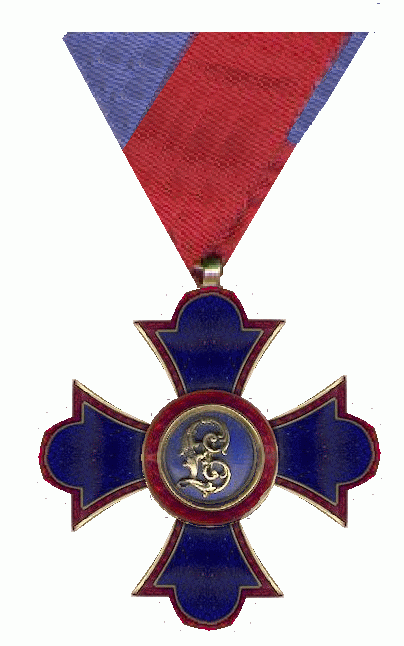
Ritterkreuz des Fürstlich Liechtensteinischen Verdienstordens

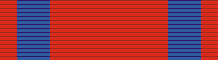
Ordensband

Der fürstlich liechtensteinische Verdienstorden wurde am 22. Juli 1937 durch Fürst Franz I. von und zu Liechtenstein gestiftet und kann an alle Personen verliehen werden, die sich hervorragende Verdienste im öffentlichen Dienst oder für Leistungen auf sozialem Gebiet um das Fürstentum Liechtenstein erworben haben.
Der regierende Fürst ist Grossmeister des Ordens.

## Ordensklassen
Der Orden wurde ursprünglich in zunächst fünf Klassen gestiftet und am 30. September 1960 um das Grosskreuz mit Brillanten erweitert:
- Gross-Stern
- Grosskreuz mit Brillanten
- Grosskreuz
- Komturkreuz mit dem Stern
- Komturkreuz
- Ritterkreuz

## Ordensdekoration
Das goldene Ordenszeichen ist ein blau emailliertes Kreuz mit einer roten Emaileinfassung, bei dem sich die Balken nach aussen hin verbreitern und an den Enden halbrund abschliessen. Im ebenfalls blau und von einem rot emaillierten Reif umgebenen Medaillon die goldene Letter L (Liechtenstein). Rückseitig die Initialen des Stifters F I L (Franz I. von Liechtenstein). Beim Grosskreuz mit Brillanten ist die Letter auf der Vorderseite mit Brillanten ausgelegt. 

## Trageweise
Getragen wird die Auszeichnung an einem roten Band mit zwei dunkelblauen Seitenstreifen. Die ersten drei Klassen Grossstern, Grosskreuz mit Brillanten und Grosskreuz tragen das Ordenszeichen an einer Schärpe von der rechten Schulter zur linken Hüfte sowie mit einem achtstrahligen goldenen, beim Grosskreuz silbernen Bruststern. Das Komturkreuz wird um den Hals und das Ritterkreuz an einem Dreiecksband auf der linken Brustseite getragen.

## Bekannte Träger
Siehe Träger des fürstlich liechtensteinischen Verdienstordens